# Камуссо, Франческо
Франче́ско Каму́ссо (итал. Francesco Camusso; 9 марта 1908, Кумьяна, Пьемонт — 23 июня 1995, Турин) — итальянский шоссейный велогонщик, выступавший на профессиональном уровне в период 1929—1938 годов. Победитель «Джиро д’Италия» 1931 года.

## Биография
Франческо Камуссо родился 9 марта 1908 года в коммуне Кумьяна провинции Турин, Италия.
Дебютировал в шоссейном велоспорте на профессиональном уровне во второй половине 1929 года, присоединившись к команде Gloria-Hutchinson. В дебютном сезоне отметился победой в гонке «Коппа Вальмейра».
В 1930 году выиграл гонки «Милан — Савона» и «Коппа Мартини и Росси», занял второе место на чемпионате Италии среди независимых гонщиков и на «Джиро делле Сестриере». Впервые принял участие в супервеломногодневке «Джиро д’Италия», но сошёл с дистанции в ходе пятнадцатого этапа.
Наивысшего успеха в своей спортивной карьере добился в сезоне 1931 года, когда на «Джиро д’Италия» выиграл одиннадцатый этап и, завладев розовой майкой лидера, одержал победу в генеральной классификации. Кроме того, в этом сезоне финишировал вторым на «Джиро ди Кампания» и «Тре Валли Варезине», дебютировал на «Тур де Франс».
В 1932 году выиграл десятый этап «Тур де Франс», став третьим в генеральной классификации, тогда как на «Джиро д’Италия» выбыл из борьбы после седьмого этапа.
В 1933 году в составе Gloria вновь участвовал в «Тур де Франс» и «Джиро д’Италия», но значительных успехов на сей раз не добился, в обоих случаях сошёл с дистанции. Тем не менее, достаточно успешно выступил в многодневной гонке «Париж — Ницца», где победил на одном из этапов и занял шестое место в генеральной классификации.
В 1934 году выиграл стартовый этап «Джиро д’Италия», в течение четырёх дней удерживал розовую майку лидера, но в конечном счёте стал вторым, уступив соотечественнику Леарко Гуэрра. Помимо этого, стал третьим в генеральной классификации «Тура Швейцарии», выиграв один из этапов, показал третий результат на «Милан — Сан-Ремо» и «Джиро делла Провинция ди Милан» (вместе с Джованни Каццулани), был шестым на «Джиро ди Ломбардия».
Сезон 1935 года провёл в команде Legnano-Wolsit. Выиграл седьмой этап «Тур де Франс», при этом побороться за позиции в генеральной классификации на гранд-турах не смог, сойдя с дистанций. В числе прочих результатов — седьмое место на «Джиро ди Ломбардия».
В 1936 году в составе Legnano финишировал шестым на «Джиро ди Ломбардия», занял 36 место в общем зачёте «Джиро д’Италия».
В 1937 году представлял команду Il Bertoldo. На «Джиро д’Италия» в этот раз сошёл после третьего этапа, в то время как на «Тур де Франс» выиграл тринадцатый этап и стал четвёртым в генеральной классификации.
Последний раз показывал сколько-нибудь значимые результаты в шоссейном велоспорте в сезоне 1938 года, когда в составе команды Gloria-Ambrosiana выиграл гонку «Ницца — Мон-Агель» и в девятый раз принял участие в супервеломногодневке «Джиро д’Италия», где доехал до восемнадцатого этапа.
В связи с началом Второй мировой войны вынужден был завершить карьеру профессионального велогонщика.
Умер 23 июня 1995 года в Турине в возрасте 87 лет.